# Anna Kingsley
Anna Kingsley eller Anna Madgigine Jai Kingsley, född Anta Madjiguene Ndiaye 1793, död 1870, var en amerikansk plantageägare. 
Hon var född i Senegal som Wolof-prinsessa, blev ett offer för den transatlantiska slavhandeln och såldes som slav på Kuba 1806, där hon köptes av plantageägaren Zephaniah Kingsley från Spanska Florida. Hon frigavs 1811 och gifte sig med Kingsley, som gav henne en egen plantage med slavar. Familjen emigrerade till Haiti när Florida blev amerikanskt år 1819, men återvände strax därefter när Zephaniah Kingsley avled. Trots den nya amerikanska administrationens ogillande mot svarta slavägare, lyckades Anna Kingsley vinna målet mot hennes makes vita släktingar, som ifrågasatte hennes makes testamente, som lämnade all egendom till henne. Hon levde sedan som förmögen plantage- och slavägare nära Jacksonville. 
Hennes livsöde som en slav som blev slavägare var inte helt okänd i Florida, där fria färgade spelade en större roll än någon annanstans i USA förutom Louisiana, något som berodde på de spanska lagarna, som mildare för både slavar och fria färgade än de engelska, och hon anses tillsammans med  Ana Gallum vara en av de mer notabla exemplen på detta. 
Hennes plantage bevaras som The National Park Service protects Kingsley Plantation, som är en del av Timucuan Ecological and Historic Preserve.